# Ирбе (река)
И́рбе (латыш. Irbe, Dižirbe, Dižirve, Irbes upe, Irve, лив. Īra) — река на северо-западе Латвии, длиной 32 км. Площадь водосборного бассейна — 1924 км².
Находится на территории исторической области Курземе. Падение реки 8 м (0,25 м/км). Средняя скорость потока в устье 15,5 м³/с, макс. 82 м³/с, мин. 3,1 м³/с. Единственный значимый приток — Дижгравис, впадает в Ирбе с правого берега.
Река весь сезон используется туристами-водниками (берега реки необитаемы практически на всём её протяжении). Ранее близ реки находились несколько военных частей советской армии, из-за чего данная местность не была широко доступна и осталась нетронутой и чистой. Окрестности Ирбе населял и населяет народ Ливы, для которых река имеет особое значение. К востоку от устья находится Ливская деревня Яунциемс. Название Ирбенского пролива происходит от реки. Также недалеко от устья расположен Вентспилсский международный радиоастрономический центр, который в свою очередь был построен советскими войсками. Начиная с 2004 года введён запрет на посещение Заповедника Овиши, в устье реки от моста в Лиелирбе по левому берегу реки до моря (за исключением прогулок по пляжу) с 1 мая по 1 сентября.

## География
Берёт своё начало при слиянии рек Ринда и Стенде. Течёт по территории Приморской низменности. Река протекает близ села Микельторнис.
Речная долина у Ирбе выражена не столь ярко как у большинства рек Латвии, поток равномерный, без падений и порогов. Ирбе также называют Курземской Гауей, от которой Ирбе отличают меньшая ширина и отсутствие обнажений песчаника.
В течение последних 5 км, река расширяется, и течение становится практически незаметным. В районе устья Ирбе течёт вдоль моря, отделённая от последнего узкой песчаной полосой, протяжённостью около 2 км. Устье ежегодно меняет свое местоположение и внешний вид. Берега реки песчаные и обрывистые на всём протяжении, дно также песчаное, много упавших деревьев. Пески, характерные для дюн, через которые пробила себе путь Ирбе, сформировались в конце ледникового периода.

## Река Ирбе и Ливы
Река Ирбе является самой крупной из рек, протекающих через Ливские земли. Образ жизни Ливов всегда ассоциировался с морем — судоходством и рыболовством. Видземские ливы селились на берегах Даугавы, Лиелупе, Салацы, Гауи и Рижского залива, а Курземские ливы — Балтийского моря, Ирбенского пролива и реки Ирбе. Реку также использовали латыши, жившие вдали от побережья, которые сплавляли по ней брёвна из лесов Анце, к станции узкоколейной железнодорожной дороги Лиелирбе или к кораблям для перевозки по морю.